# Reserva Natural de Põhja-Kõrvemaa
La Reserva Natural de Põhja-Kõrvemaa (en estonio: Põhja-Kõrvemaa looduskaitseala) es un área protegida estonia en el condado de Harju a 50 km de Tallin. Con una extensión de 130,9 km², es la tercera reserva natural más grande del país.
Localizado en el norte de Estonia, cubre una significativa área desde Lahemaa hasta Soomaa en dirección nordeste-suroeste.
Predominan los bosques y pantanos aparte de servir como refugio para especies en peligro de extinción.

## Historia
La reserva fue establecida en 1991 pocos meses después de que Estonia adquiriese la independencia. Anteriormente, en tiempos de la Unión Soviética, la zona era utilizada por el ejército soviético como campo de entrenamiento y cuya área quedó restringida a la población local. Dichos terrenos se establecieron en 1947, y ya en 1953 se amplió a 33.304 ha. (333 km²) siendo así el polígono militar más grande de Estonia. Sin embargo, solo quedó afectada un 10% del territorio. Por otro lado, el terreno no era apto para los cultivos a causa de la mala calidad del lecho, por lo que la población se encontraba diseminada (1 persona/km² a mediados de los años 50), aun así, un centenar de personas se vieron desplazadas por las maniobras militares.
El primer tramo se formó en la parte occidental del polígono de Aegviidu, el cual anteriormente recibía el nombre de Distrito del Bosque de Pavlov. En 1990, las Fuerzas de Defensa estonias estuvieron interesadas en reutilizar algunas áreas del antiguo polígono, sin embargo se encontraron con la oposición de los lugareños y grupos conservacionistas. Finalmente se establecieron en 2001 en un antiguo polígono soviético situado en el este. En la actualidad, el río Valgejõgi sirve de frontera natural entre la reserva y el campo de maniobras.
A partir de 1997 hasta 2007, la reserva alcanza el status de área protegida, y este último año la extensión aumenta a 13.0086 ha.. Tres años antes, pasó a formar parte de la red Natura 2000 de la Unión Europea.

## Geografía

### Características
Los actuales paisajes de Põhja-Kõrvemaa tuvieron su origen a finales de la última glaciación cuando hace cerca de 12.000 años se produjo el deshielo y pasó a ser un paisaje típicamente glacial. El paraje se caracteriza por sus formaciones de hielo y sus planicies glaciolacustres, características de la región. Esta última está cubierta en su mayor parte por pantanos, y en menor medida por ciénagas. En cuanto a los bosques, cubren un 40% del área y las zonas construidas por la acción del hombre un 10%.
Dentro de la reserva se hallan más de treinta lagunas diseminadas por varios pantanos (como Kivijärv, Koitjärv y Venejärv entre otros) y kames.

### Flora y fauna
La reserva es el hábitat de varias especies en riesgo de peligro de extinción. Entre los animales depredadores, se encuentran el lobo gris, el lince euroasiático y el oso pardo. Por la zona también se hallaba el visón europeo hasta comienzos de los años 90.
En cuanto aves: la cigüeña negra, el águila dorada, el urogallo común y la grulla común.
También se pueden observar diecinueve especies de orquídeas (entre las que cabe destacar: las goodyera repens y las platanthera bifolia) y otras plantas poco comunes: pulsatilla patens, sparganium angustifolium, isoetes echinospora y oxytropis sordida.